# Stevie Ray Vaughan
Stevie Ray Vaughan, egentligen Stephen Ray Vaughan, född 3 oktober 1954 i Dallas, Texas, död 27 augusti 1990 i East Troy i Walworth County, Wisconsin, var en amerikansk bluesgitarrist, sångare och låtskrivare.

## Biografi

### Tidig karriär
Stevie Vaughan lärde sig spela gitarr i 10-årsåldern inspirerad av sin tre år äldre bror Jimmie Vaughan. Jimmie gjorde sig redan i tonåren ett namn på barscenerna och liknande runtom i Dallas och kom sedan också att bli medlem i den framgångsrika gruppen The Fabulous Thunderbirds som slog igenom i slutet av 1970-, början av 1980-talet. 
Stevie Vaughan tillbringade större delen av 1970-talet i olika gruppkonstellationer som The Cobras och Triple Threat. Han befann sig ofta ute på vägarna i någon undermålig liten buss där man trängdes med instrumenten under tiden man färdades mellan de olika hak i form av barer etc där man fick spelningar. Det förefaller ha varit ett liv med ständigt dålig ekonomi samt att sättet att leva ledde till allt större intag av droger och alkohol. 
1979 bildades den första konstellationen av Double Trouble. Gruppen ombildas vid några tillfällen, och när basisten Tommy Shannon gick med 1982 bestod man utöver denne även av Chris Layton på trummor och Stevie Ray Vaughan på gitarr och sång. Den slutliga sättningen bestod även av Reese Wynans på keyboard efter att denne blivit medlem i bandet 1985.
Stevie Ray Vaughans genombrott lät dröja på sig. Han sågs som en enastående gitarrist men man ansåg att den musikgenre han representerade, bluesen, inte hade någon kommersiell potential vid den här tiden. Bland annat så var det ett utlåtande som gavs av The Rolling Stones Mick Jagger då man 1982 lät Stevie Ray Vaughan & Double Trouble spela på en privat fest som man gav för att testa bandet för att eventuellt ge ut dem på Rolling Stones eget skivbolag.
1982 gjorde gruppen en stor egen satsning då man ur egen ficka finansierade en resa till Europa och Montreux-festivalen. De var sedan länge ett aktat namn runt om i Texas och Stevie Ray Vaughans namn nämndes alltmer med respekt av musiker som medlemmarna ur ZZ Top, men även av bluesikoner som Albert King som sedermera utsåg Stevie till sin andlige gudson. Konserten på själva festivalen upplevdes av Stevie själv som ett fiasko då delar av den puritanska publiken hade förväntat sig en stillsam stund med akustisk blues och inte den högljudda explosiva blues som levererades. På de ljudupptagningar som finns så kan man ofta höra burop som ibland dränker applåderna.

### Genombrottet
Framträdandet i Montreux 1982 skulle dock innebära en drastisk förändring. I publiken fanns Jackson Browne, som blev djupt imponerad av vad han såg, men även David Bowie såg spelningen. Bowie låg i startgroparna med planeringen av sitt blivande succéalbum Let's Dance. När han såg och hörde Stevie insåg han att han hade hittat sin gitarrist för skivan. Jackson Browne, som också tog djupt intryck, erbjöd sig att kostnadsfritt låna ut sin studio, Down Town Studio i Los Angeles, under några dagar. Detta erbjudande tog Stevie och bandet vara på, och under tre dagar den 22-24 november, före Thanksgiving-helgen den 25 november 1982, spelade man in det som skulle komma att bli debutalbumet, Texas Flood. Remastring och mixning gjordes i New York.
Den som slutligen skulle inse och förstå det geni och den virtuositet som Stevie Ray förfogade över, och som ansåg att detta måste förevigas för eftervärlden, var legendaren John Hammond på CBS, som upptäckte såväl Billie Holiday och Aretha Franklin som Bob Dylan och Bruce Springsteen. Man beslutade sig för att chansa och ge ut den inspelning som gjordes i Jackson Brownes studio. Detta i en tid då musiklistorna allt mer dominerades av synt-baserad popmusik.
Stevie Ray Vaughan & Double Trouble fick sitt omedelbara genombrott med skivan Texas Flood, som släpptes i USA den 13 juni 1983, och plötsligt började folk få upp ögonen för bluesen igen. Detta gynnade många svarta bluesartister som under lång tid levt i skymundan. Stevie var alltid mycket noga med att lyfta fram sin förebilder, och då framför allt Albert King och blivande nära vännen Buddy Guy. Detta ledde till ett rejält uppsving för dessa ekonomiskt, och många har uppriktigt vittnat om hur Stevie Ray Vaughans genombrott ledde till att man själv kunde komma tillbaka på musikscenen.

### De sista åren
Stevie Ray Vaughan hade levt ett mycket hårt liv med såväl alkohol som droger i det tyngre skiktet under många år. Många var också hans vänner som allt oftare reagerade över hans intag. Det hela kulminerade i slutet av september 1986 då han drabbades av blodiga kräkningar under en turné i Tyskland och kollapsade. Han insåg i och med detta att han hade kommit till en punkt i livet där han antingen kunde fortsätta sitt missbruk och då enligt den medicinska expertisen sannolikt skulle vara död inom några år eller ta och lägga in sig för avgiftning och sedan följa upp det med en behandling avseende missbruk. Vaughan valde det sistnämnda och från det datum han skrev in sig för behandling avseende sitt drogmissbruk till den dag han dog så rörde han aldrig mer vare sig alkohol eller andra droger.
Flera låtar på albumet In Step, utgivet 1989, är influerade av hans tillfrisknande. Det skrevs i stor utsträckning tillsammans med Doyle Bramhall och belönades med en Grammy för bästa samtida bluesalbum. 1990 spelade Vaughan tillsammans med brodern Jimmie Vaughan in albumet Family Style. Detta var det första studiosamarbetet mellan bröderna och skulle också bli Stevies sista studioinspelning.
På kvällen den 26 augusti 1990 gjorde Stevie Ray Vaughan sitt sista framträdande i livet i Alpine Valley i Wisconsin på en utomhusarena inför 30 000 åskådare, där han tillsammans med bland andra Eric Clapton, Buddy Guy och Jimmie Vaughan avslutade konserten med en lång version av Sweet Home Chicago där Stevie enligt de andra artisterna solklart briljerade över de andra gitarristerna.[källa behövs]
Klockan 00.40 lyfte helikoptern och 01.30 noterades den saknad. Man fann senare resterna av helikoptern som slagit i marken i låg vinkel. Olyckan kan ha berott på ett misstag av piloten i samband med dålig sikt på grund av dimma. Stevie Ray Vaughan blev 35 år gammal.
Ett rykte som uppstått kring hans död är att Vaughan ska ha övertalat Clapton att få ta hans plats i en helikopter som stod redo att ta en del av artisterna till Chicago, då Vaughan ville vinna lite tid och kände sig trött. Detta är dock avfärdat i Claptons egenskrivna biografi.
Året efter hans död gavs det postuma albumet The Sky Is Crying ut, vilket nådde topp 10 på Billboard 200 och vann en Grammy för bästa samtida bluesalbum.
Stevie Ray Vaughan valdes 2000 in i Blues Hall of Fame. Musiktidskriften Rolling Stone rankade år 2003 Stevie Ray Vaughan som den sjunde största gitarristen genom tiderna.

## Diskografi

### Studioalbum
- 1983 – Texas Flood
- 1984 – Couldn't Stand the Weather
- 1985 – Soul to Soul
- 1989 – In Step
- 1990 – Family Style (med brodern Jimmie Vaughan som "The Vaughan Brothers")
- 1991 – The Sky Is Crying (utgivet postumt)

### Officiella livealbum
- 1986 – Live Alive (Inspelad 1986)
- 1992 – In the Beginning (Inspelad 1980)
- 1997 – Live at Carnegie Hall (Inspelad 1984)
- 1999 – In Session (Med Albert King, inspelad 1983)
- 2006 – Live in Tokyo (Inspelad 1985)

### Samlingsalbum
- 1995 – Greatest Hits
- 1999 – The Real Deal: Greatest Hits Volume 2
- 2000 – Blues at Sunrise
- 2000 – SRV (boxutgåva, med tidiga inspelningar, rariteter, hits, och live-inspelningar)
- 2002 – The Essential Stevie Ray Vaughan and Double Trouble
- 2003 – Martin Scorsese Presents The Blues - Stevie Ray Vaughan
- 2006 – The Real Deal: Greatest Hits Volume 1